# 2001年中国中央电视台春节联欢晚会
2001年中国中央电视台春节联欢晚会（简称2001年央视春晚）是中国中央电视台于2001年1月23日（农历庚辰十二月廿九除夕）為慶祝蛇年新年舉辦的全球华人21世纪綜藝性文藝晚會，于当晚20:00播出。由王冼平担任导演，周涛、朱军、曹颖、张政担任主持人。

## 筹备
2000年7月，央视启动2001年春晚导演竞标工作，曾主持多届春晚的倪萍有意竞选总导演，其他参与竞标的导演包括曾执导1998年春晚的孟欣、青歌赛导演陈雨露、《旋转舞台》导演王冼平、曾执导1997年春晚的袁德旺等。2000年8月7日，2001年春晚的总导演最终确定为中央电视台文艺部的三名导演王冼平、王宪生（时任中央电视台文艺部大型节目组组长，曾多次执导“心连心晚会”）、金越（《综艺大观》导演）。
2001年1月3日，本届春晚进行节目终审，随后进入彩排阶段。

## 节目单
| 序号 | 类型                               | 节目名                                                            | 表演者 |
| 0    | 开头报时（由厦门厦华电子集团赞助） | 开头报时（由厦门厦华电子集团赞助）                                | 更新，更高，更强 厦华电子集团向全国人民拜年 |
| 1    | 开场歌舞                           | 《今天真好》                                                      | 孙悦、陈晓东、济南前卫歌舞团、南宁艺术剧院、北京星之海、内蒙小鸿雁、北京军乐学校、二炮军乐队                                                                                          |
| 2    | 歌曲                               | 《越来越好》                                                      | 宋祖英、南宁艺术剧院、内蒙小鸿雁 |
| 3    | 小品                               | 《红娘》                                                          | 郭达、蔡明、刘桂娟、刘小梅、中国戏曲学院 |
| 4    | 动感组合                           | 歌舞 《快请我跳舞》 歌舞 《世界多精彩》 歌舞 《网络时代》         | 演唱：梦幻想、风组合 演唱：动感男孩组合 舞蹈：济南前卫歌舞团 演唱：青春美少女组合、神秘男孩组合 舞蹈：南宁市艺术剧院                                                                  |
| 5    | 相声                               | 《得寸进尺》                                                      | 冯巩、郭冬临、郭月 |
| 6    | 歌舞                               | 《好心情》                                                        | 李玟、紫色舞蹈团 |
| 7    | 动效剧                             | 《过年我当家》                                                    | 成方圆、小香玉艺术学校 |
| 8    | 歌曲                               | 《过年》                                                          | 演唱：张媛媛、眉佳、陈新霓、张娟、杨洋、任真 舞蹈：济南前卫歌舞团 |
| 9    | 相声                               | 《踩脚》                                                          | 姜昆、戴志诚 |
| 10   | 民族对歌                           | 《侗族大歌》 《琴努里》 《无字歌》 《回家》 《三朵花》 《蒙古人》 | 演唱：贵州省黔东南黎平侗歌队表演：南宁市艺术剧院、济南军区前卫歌舞团 演唱：哈孜肯 表演：阿凡提乐队 演唱：斯琴格日乐 演唱：彝人制造演唱组合 拉姆措三姐妹 腾格尔 合唱：蒙古族青年合唱团 |
| 11   | 小品                               | 《家有老爸》                                                      | 黄宏、林永健、黑妹 |
| 12   | 歌曲                               | 《想起老妈妈》                                                    | 演唱：于文华、郁钧剑 表演：南宁市艺术剧院 |
| 13   | 歌曲                               | 《好男儿》                                                        | 韩磊、满江、江涛 舞蹈：济南前卫歌舞团 |
| 14   | 相声                               | 《戏迷》                                                          | 刘俊杰、唐杰忠 伴奏：天津艺术学校乐队 |
| 15   | 戏曲                               | 《中华大戏真神奇》                                                | 所有戏曲团体及吉林省歌舞团 |
| 16   | 歌曲                               | 《选择你的爱》                                                    | 郑伊健、章子怡 |
| 17   | 小品                               | 《动物运动会》                                                    | 巩汉林、刘流 |
| 18   | 青春放歌                           | 《彩虹》 《第三天》 《二十年后再相会》                            | 演唱：羽泉 演唱：谢雨欣 领舞：姜华、王舸、郑绚 南宁市艺术剧院 演唱：谷峰、倪睿思、容中尔甲、首都警官合唱团                                                                            |
| 19   | 歌曲                               | 《亲爱的中国 我爱你》                                             | 叶凡 钢琴演奏：李云迪 舞蹈：南宁市艺术剧院、济南前卫歌舞团、北京星之海艺术团 |
| 20   | 相声                               | 《咱也试一把》                                                    | 笑林、王平、尹卓林、赵保乐 |
| 21   | 歌曲                               | 《大家一起来》                                                    | 刘欢 |
| 22   | 舞蹈                               | 《飞舞迎春》                                                      | 领舞：李倩、王迪、陈文、张志、张宇 |
| 23   | 歌曲                               | 《咱老百姓》                                                      | 张也、吕继宏 |
| 24   | 小品                               | 《卖拐》                                                          | 赵本山、高秀敏、范伟 |
| 25   | 歌曲                               | 《你的眼神》                                                      | 蔡琴、老树皮乐队 |
| 26   | 小品                               | 《说声对不起》                                                    | 句号、洪剑涛、唐静 |
| 27   | 歌曲                               | 《许下一个心愿》                                                  | 刘媛媛、梦鸽 |
| 28   | 歌曲                               | 《盼团圆》                                                        | 姜育恒 |
| 29   | 杂技组合                           | 《青春之约》                                                      | 表演：中国杂技团、遵义市杂技团 舞蹈：訾沙莉 |
| 30   | 歌曲                               | 《花样年华》                                                      | 梁朝伟、张曼玉 |
| 31   | 小品                               | 《三号楼长》                                                      | 潘长江、黄晓娟、闫学晶、孙坤元 |
| 32   | 歌曲                               | 《江山颂》                                                        | 演唱：彭丽媛 合唱：勋勋、张娜、周鹏、李响 |
| 33   | 歌曲                               | 《新康定情歌》                                                    | 臧天朔、尹相杰、李琦、刘金山、刘惠 |
| 34   | 器乐演奏                           | 《快乐的节日》 器乐演奏《天上人间》                               | 演奏：红缨束女子打击乐团 演奏：曾昭斌、冯晓泉 |
| 35   | 歌曲                               | 《为军营唱采》                                                    | 演唱：张迈、刘斌 舞蹈：吉林市歌舞团 |
| 36   | 新世纪压轴歌舞合唱因               | 《世纪清晨》                                                      | 那英、孙楠 |
| 37   | 新世纪钟声                         | 《新世纪倒计时》（由重庆太极集团曲美赞助）                        | 周涛、朱军、曹颖、张政 |
| 38   | 歌曲                               | 《全家福》                                                        | 王霞、张晓玲、戴玉强、佟铁鑫 |
| 39   | 歌曲                               | 《西部放歌》                                                      | 王宏伟、红岩、陶红、马晓晨、王莹、易秒樱、谌蓉、刘爱玲、马雪琼、刘丹丽、王燕、李星、吾尔克孜                                                                                          |
| 40   | 难忘的歌                           | 《共青团员之歌》 《我们的田野》 《马铃响玉鸟唱》                  | 演唱：杨鸿基、蔡国庆 表演：老幹部歌唱团、首都警官合唱团 演唱：汤灿、朱砂 舞蹈：南宁市艺术剧院 演唱：鲍蓉、耿为华 舞蹈：吉林市歌舞团、南宁市艺术剧院                                   |
| 41   | 新世纪结尾歌舞/结束曲/片尾曲       | 《难忘今宵》（最后一曲）                                          | 演唱：幺红、满文军、杭天琪、韦嘉 舞蹈：济南前卫歌舞团、南宁市艺术剧院（结尾合唱因）                                                                                                   |

### 实际版本
以下为除夕直播当天实际的节目单（依次排序）。
- （开头报时，由厦门厦华电子集团冠名）
- （1-41的节目单相同）
- 《今天真好》
- 《好心情》
- 《好男儿》
- 《选择你的爱》
- 《你的眼神》
- 《盼团圆》
- 《新世纪清晨》
- （新世纪钟声，由重庆太极集团曲美冠名）
- 《难忘今宵》

其间：时间流逝，直至北京时间1月24日（农历蛇年正月初一）凌晨结束。

## 影响
本届春晚中在，千斤组合、那英、孙楠在新世纪报时之前出场，是本届春晚的一个亮点，之后5位歌手一同唱起一曲现代版《康定情歌》。而赵本山的小品《卖拐》中的台词“大忽悠”，则是本届春晚的流行语。

## 新世纪压轴歌舞合唱因《世纪清晨》、新世纪敲钟时台词
《世纪清晨》是2001年中国中央电视台春节联欢晚会由那英和孙楠联手合唱的新世纪压轴歌舞合唱因。
- 中文名称 : 世纪清晨
- 歌曲时长 : 03:58
- 发行时间 : 2001年
- 歌曲原唱 : 那英，孙楠
- 音乐填词 : 关山，苏越
- 音乐谱曲 : 苏越
- 歌曲语言 : 普通话

### 歌曲
（那英）无边星空像孩子的眼睛
无数纯真的幻想 在这一刻诞生
（孙楠）山在风中 雨在空中 无声之间
所有光芒都洒落在每一个人头顶
唱着歌 （合）日夜兼程
记着心和心的约定
（孙楠）带着梦 （合）一路风尘
记住泪水记住感动

### 副歌（与歌舞合唱因）
每个人心中的梦
都是瞬间的彩虹
让所有平凡的生命拥有自己的光荣
每次抬头看天空
充满燃烧的心情
握住你的手你的心
Good Bye Yesterday
Hello New Century
伸出每一双手
拥抱每一个人
在这新世纪的清晨

### 结尾
（孙楠）唱着歌 （合）日夜兼程
记着心和心的约定
（孙楠）带着梦 （合）一路风尘
记住泪水记住感动

### 副歌（与歌舞合唱因）（新世纪钟声敲响/新世纪敲钟时台词）
每个人心中的梦（新世纪钟声敲响/新世纪敲钟时台词）
都是瞬间的彩虹（新世纪钟声敲响/新世纪敲钟时台词）
让所有平凡的生命拥有自己的光荣（新世纪钟声敲响/新世纪敲钟时台词）
每次抬头看天空（新世纪钟声敲响/新世纪敲钟时台词）
充满燃烧的心情（新世纪钟声敲响/新世纪敲钟时台词）
握住你的（新世纪钟声敲响/新世纪敲钟时台词）

### 新世纪敲钟时台词
（朱军）好 亲爱的观从的朋友们、还有最后二十五秒时间、你好新世纪就要来到了、迎接新世纪向我们走来、拥抱新世纪钟声敲响、来我们一起新世纪倒计时
（周涛、朱军、曹颖、张政）10、9、8、7、6、5、4、3、2、1（由重庆太极集团曲美冠名赞助表示）